# Споле, Виктор
Виктор Споле (латыш. Viktors Spole; 5 июля 1972, Рига) — латвийский футболист, вратарь. Единственный вратарь, участвовавший во всех чемпионатах Латвии с 1992 по 2011 год. Провёл 353 игры и пропустил 340 голов.

## Информация
- Занимает первое место по количеству проведённых в чемпионатах Латвии игр (353 игры) среди вратарей[1].
- Занимает второе место по количеству сухих игр в чемпионатах Латвии (143 игры).
- Занимает шестое место по количеству пропущенных в среднем за игру в чемпионатах Латвии голов (0,96).
- В 1993 году в составе даугавпилсского «Аусеклиса» забил одни гол с пенальти. Это произошло в последней игре сезона против рижского ДАГа (1:0). Победа в этой игре позволила «Аусеклису» финишировать на пятом месте[2].

## Достижения
- Чемпион Латвии: 2005, 2009
- Серебряный призёр чемпионата Латвии: 1995, 2003, 2004, 2006, 2007, 2008
- Бронзовый призёр чемпионата Латвии: 1997, 2000, 2001, 2002, 2010
- Обладатель Кубка Латвии: 2006
- Чемпион Балтийской лиги: 2007
- Лучший вратарь чемпионата Латвии: 2009